# 사물리 에델만
사물리 카시미르 에델만(핀란드어: Samuli Casimir Edelmann, 1968년 7월 21일~)은 핀란드의 배우, 가수이다. 《미션 임파서블: 고스트 프로토콜》(2011)에서 위스트롬 역으로 출연했다.

## 작품 목록
- 겨울전쟁: 105일간의 전투 - 마우리 하파살로 역
- 무밍
- 아이언 호스멘
- 레스트리스
- 롤리
- 정사 3 - 아키 역
- 얼어붙은 땅
- 록큰롤 네버 다이스